# Nepkhàievo
Nepkhàievo - Непхаево (rus) - és un poble de l'óblast de Bélgorod, a Rússia. El 2010 tenia 38 habitants. Pertany al districte (raion) de Stroítel.